# Tripterospermum luzoniense
Tripterospermum luzoniense är en gentianaväxtart som först beskrevs av António José Rodrigo Vidal, och fick sitt nu gällande namn av Jin Murata. Tripterospermum luzoniense ingår i släktet Tripterospermum och familjen gentianaväxter. Inga underarter finns listade i Catalogue of Life.